# Ptačí hnízdo

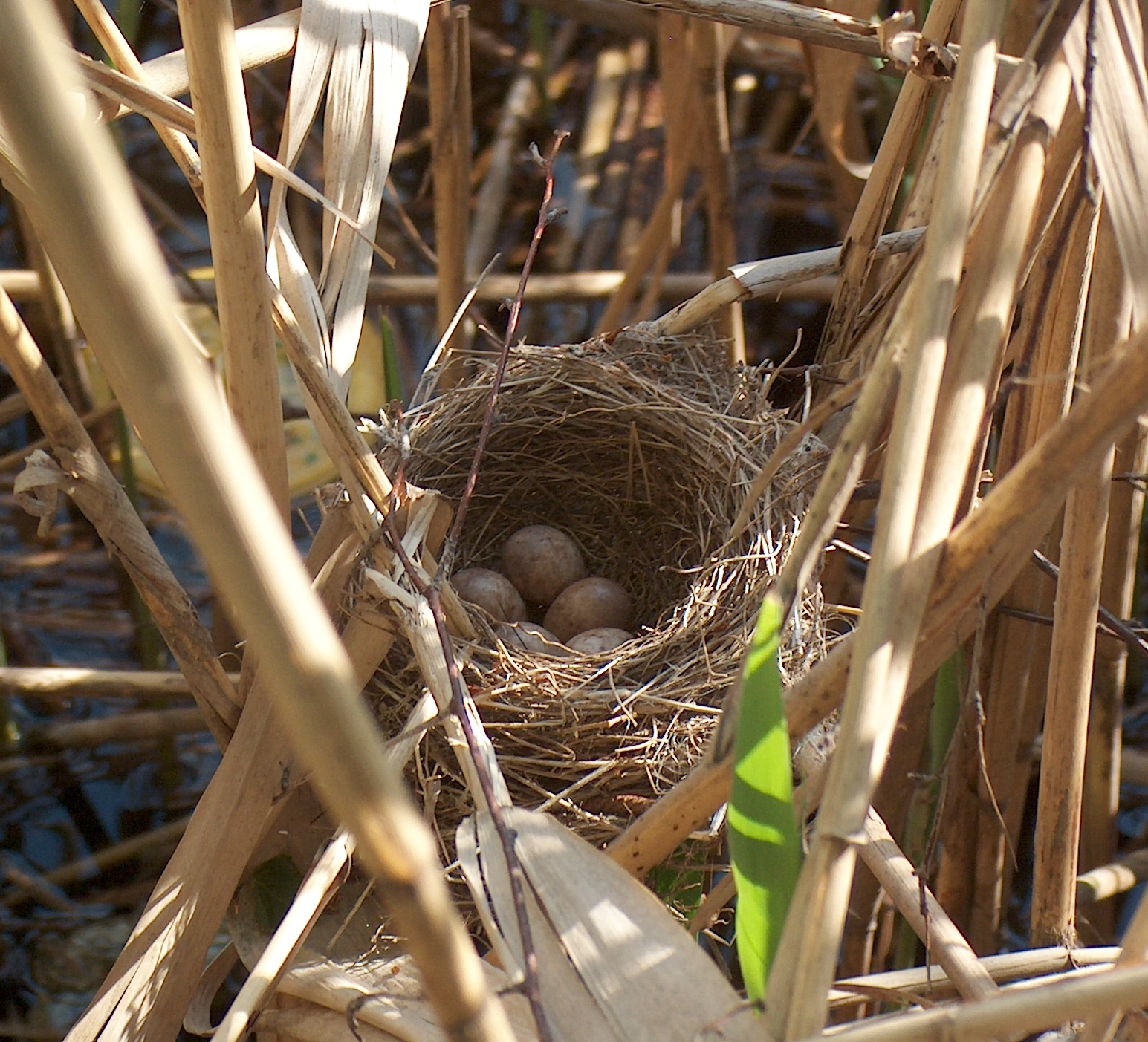
Hnízdo rákosníka velkého

Ptačí hnízdo je místo sloužící ptákům pro nakladení a inkubaci vajíček a následné vyvedení potomků. Může jít o kalichovitou strukturu upletenou z trávy a dalších materiálů, mělkou prohlubeninu v písku či hlíně, dutinu ve stromě nebo noru vyhloubenou do země. Hnízdo většinou staví samice, samci zpravidla pouze pomáhají. U některých druhů jsou však tyto role opačné, např. samci snovačovitých staví hnízda, aby přilákali partnerky v době námluv.
Ne všichni ptáci si budují hnízdo; zřejmě nejznámější jsou kukačky, jež patří mezi tzv. hnízdní parazity, kteří snáší vejce do cizích hnízd. Dalšími příklady jsou tučňáci nebo alky.

## Typy hnízd

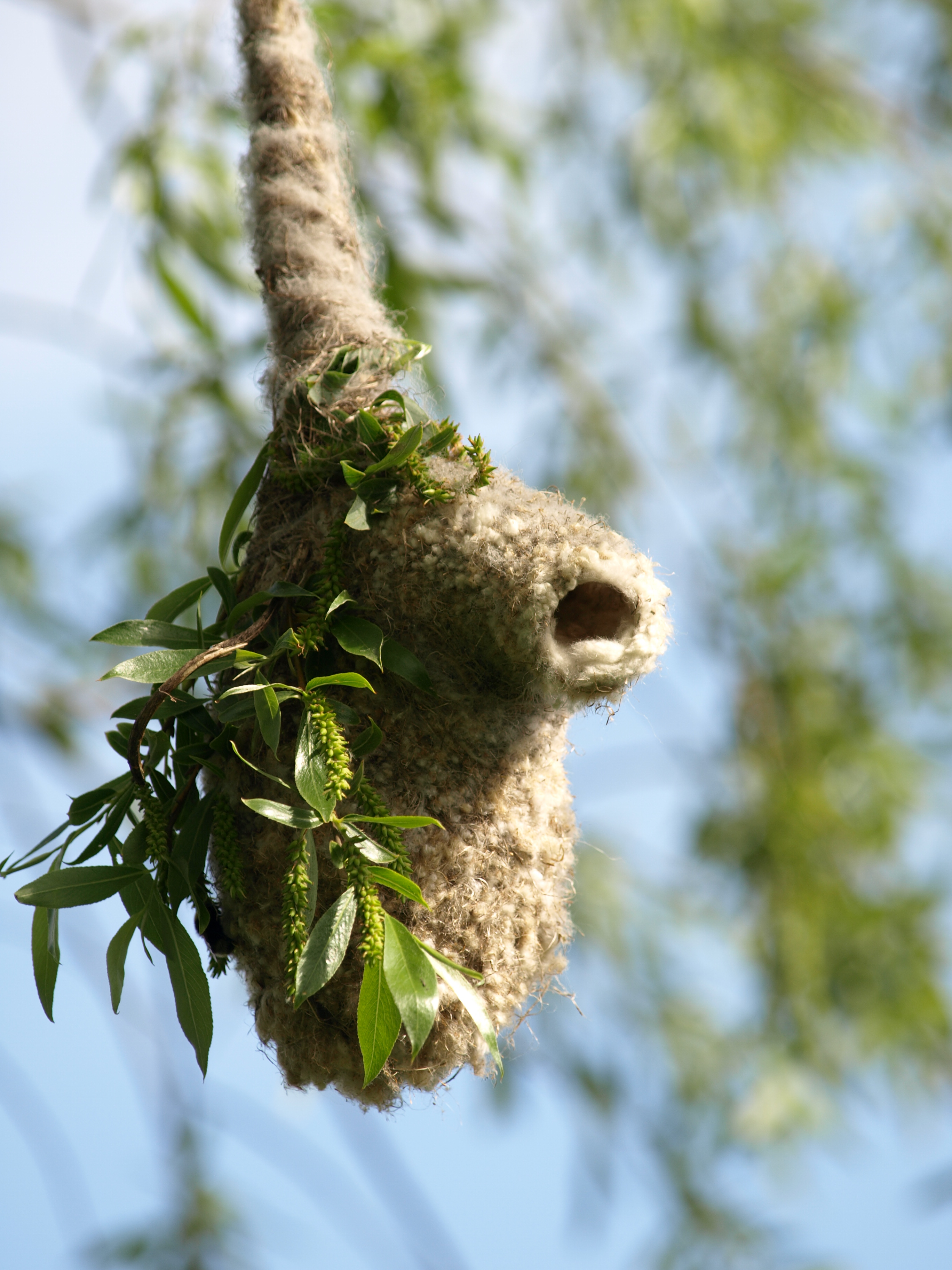
Hnízdo moudivláčka lužního

- dutina ve stromě – datlovití, brhlíkovití, sýkorovití, některé sovy
- kalichovité hnízdo – pěvci
- nora – břehule, ledňáčci, buřňákovití
- platforma – potápky, orlovcovití
- prohlubeň v zemi – kachny, bahňáci, bažanti, koroptve, křepelky, někteří sokolovití, pštrosi
- závěs – žluvovití, snovačovití, strdimilovití, moudivláčkovití

## Budky a umělá hnízda
Lidé staví umělé hnízdní struktury, které ptákům pomáhají v hnízdění. Účelem je obvykle poskytnutí zázemí ohroženým druhům nebo bližší studium hnízdících ptáků. Typickým příkladem jsou budky nebo umělá hnízda pro čápy a dravce.
Amatérské vyvěšování budek (především na zahradách) je stále populárnějším fenoménem. Špatně umístěná budka však může být nebezpečná pro její obyvatele; ti mohou být ohrožováni predátory (např. kočkami), ale i nadměrným rušením.